# نواه برناردو
نواه برناردو (بالإنجليزية: Noah Bernardo)‏ هو طبال أمريكي، ولد في 24 فبراير 1974 في سان دييغو في الولايات المتحدة.

## وصلات خارجية
- نواه برناردو على موقع ميوزك برينز (الإنجليزية)
- نواه برناردو على موقع ديسكوغز (الإنجليزية)